# Elías Már Ómarsson
Elías Már Ómarsson, född 18 januari 1995 i Keflavik, är en isländsk fotbollsspelare som spelar för SBV Excelsior.